# Tatu Vanhanen
Tatu Vanhanen (* 17. April 1929 in Vuoksenranta, Provinz Wiborg, Finnland, heute Russische Föderation; † 22. August 2015) war ein Professor der Politikwissenschaft an der Universität Tampere in Finnland.

## Leben
Während seiner akademischen Laufbahn widmete Vanhanen sich schwerpunktmäßig der Erforschung von demokratischen Herrschaftsformen und Demokratisierungsprozessen. In diesem Zusammenhang entwickelte er den Vanhanen-Index zur Messung des Demokratisierungsgrads eines Landes.
Relativ spät entwickelte Vanhanen ein Interesse an evolutionsbiologischen und soziobiologischen Themen. Er ist Co-Autor (mit Richard Lynn) des Buches IQ and the Wealth of Nations, in dem er einen Zusammenhang zwischen dem IQ der Bevölkerung eines Landes und dem Bruttoinlandsprodukt pro Kopf nachzuweisen versucht. Die „Zentrale Kriminalpolizei“ in Finnland (finnisch Keskusrikospoliisi, schwedisch Centralkriminalpolisen) prüfte die Einleitung von Ermittlungen gegen  Vanhanen wegen angeblicher volksverhetzender bzw. rassistischer Äußerungen in einem Interview mit dem Magazin Kuukausiliite, wo er feststellte: „Während der Durchschnitts-IQ der Finnen 97 ist, beträgt dieser in Afrika zwischen 60 und 70. Differenzen in Intelligenz sind der signifikanteste Faktor zur Erklärung von Armut“. Sie kam jedoch zu dem Schluss, dass dafür keine Anhaltspunkte vorlagen und nahmen keine Ermittlungen auf.
Tatu Vanhanen ist der Vater des ehemaligen finnischen Ministerpräsidenten Matti Vanhanen.

## Veröffentlichungen (Auswahl)
- Global Inequality as a Consequence of Human Diversity. A New Theory Tested by Empirical Evidence. Ulster Institute for Social Research, London 2014, ISBN 978-0-9573913-7-6.[4]